# 애플 A5
애플 A5(Apple A5)는 애플 A4를 대체하기 위하여 삼성전자가 제조하고 애플이 설계한 패키지 온 패키지(PoP)이자 단일 칩 시스템 (SoC)이다. 이 칩은 애플의 아이패드 2 태블릿 컴퓨터의 출시와 함께 상용화되어 첫 선을 보였으며, 또 아이폰 4S에도 포함되었다. (이는 애플이 A4 칩을 처음 선보인 방식, 즉 오리지널 아이패드를 먼저 출시한 다음 아이폰 4, 아이팟 터치 4세대를 선보인 방식과 동일하다.)

## 설계
A5는 듀얼 코어 ARM Cortex-A9 MPCore CPU를 기반으로 하는 칩을 포함하며 NEON SIMD 가속기와 듀얼 코어 PowerVR SGX543MP2 GPU를 장착하고 있다. 애플은 A5를 아이패드 2 기술 규격 문서에 1 GHz의 클럭으로 나열하고 있으나 배터리 수명을 절약하기 위해 주파수를 유동적으로 조절할 수 있다. 애플이 자사의 칩에 맞게 수정한 것들 가운데 빠른 감지, 화이트 밸런스, 자동 이미지 안정화와 같은 고급 이미지 후처리 기능을 하는 이미지 신호 프로세서 장치 (ISP)를 포함하고 있다.
애플은 CPU가 두 배나 강력하고 GPU가 전작 애플 A4에 비해 최대 7배나 강력하다고 언급하였다. A5 패키지는 533 MHz 클럭의 512MB의 저전력 DDR2 RAM이 포함된다. A5는 A4에 비해 가격이 75% 더 비싸다. 이 가격차는 생산이 증가함에 따라 줄어들 것으로 보고 있다.

### GPU
- 45 나노미터 듀얼 코어 PowerVR SGX543MP2 (88 MHz 클럭)
  - 버텍스 성능: 30 MPolygon/초
  - 필 레이트: 890 MTexels/초
  - 삼각법 처리(Trigonometric): 3249.9 kShaders/초
  - 유니폼 어레이(Uniform Array) 접근: 3864.0 kVertex/초

### CPU
- 40 나노미터 ARM Coretex-A9 듀얼코어
  - 기본클럭 : 1 GHz ( 실제 동작클럭 : 900 ~ 950 MHz )
  - FSB 클럭 : 400 MHz
  - TB 프리퀸시 레이트 : 24 MHz
  - 1차 캐시 메모리 : 32 KB
  - 1차 데이터 캐시 : 32 KB
  - 2차 캐시 메모리 : 1 MB ( 1024 KB )
  - 캐시 파이프라인 : 32개
  - 512 MB LP DDR2 DRAM ( 533 MHz 메모리 클럭 )

### 싱글코어 A5
1080p를 지원하는 3세대 애플TV에 탑재되었다.

## 애플 A5X

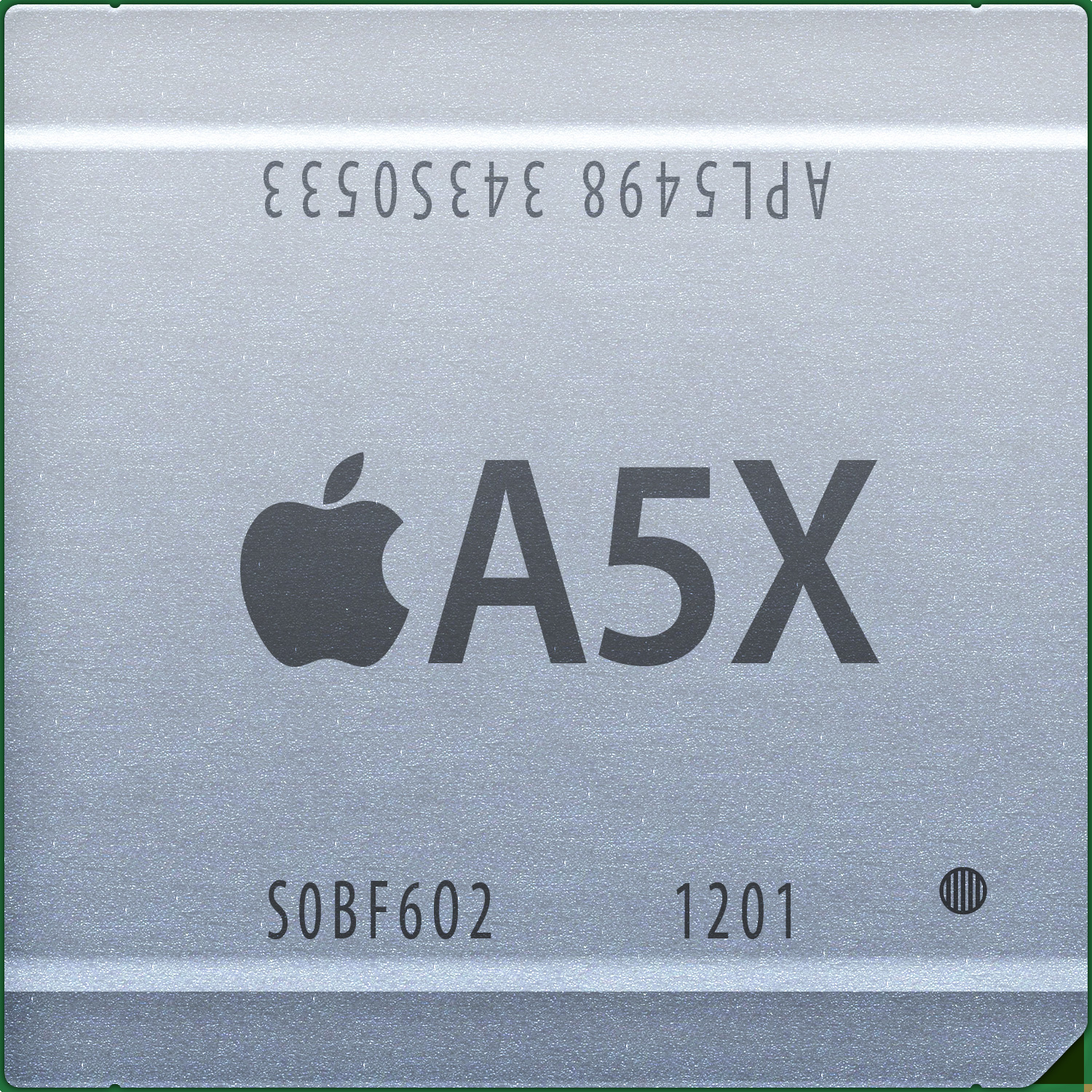
Apple A5X 칩

2012년 3월 18일(한국시각) 뉴 아이패드에 A5X가 장착되었으며 더욱 향상된 그래픽처리속도를 보여준다. 한 사진에 따르면 금속 열 방출부가 포함되었고 전보다 더 사각형화된 모습을 보여주고 있다. CPU는 기존의 A5와 동일하며 GPU만 쿼드코어로 바뀌었다. 공정미세화 없이 GPU코어가 2개 늘어나면서 다이크기도 증가하였다.

## 채용 제품
- 애플 아이패드 2 - 2011년 3월
- 애플 아이폰 4S - 2011년 10월
- 애플 아이패드 (3세대) - 2012년 3월
- 애플 애플 TV (3세대) (싱글 코어 버전) - 2012년 3월
- 애플 아이팟 터치 (5세대) (32 nm 공정)- 2012년 9월
- 애플 아이패드 미니 - 2012년 10월

## 후속작
애플 A6

## 비슷한 플랫폼
- 텍사스 인스트루먼트의 OMAP
- 퀄컴의 스냅드래곤
- 화웨이의 하이 실리콘
- 프리스케일 세미컨덕터의 i.MX
- 삼성전자의 엑시노스
- 엔비디아 테그라

## 같이 보기
- 애플 A4
- 아이패드 2
- 아이폰 4S
- 애플 A6